# 아사카시
아사카시(일본어: 朝霞市)는 일본 사이타마현 남부의 무사시노 대지 북단에 있는 시이다. 도쿄도와 인접하고 도조 본선을 통해 도쿄 도심과 연결되어 있어 도쿄 근교의 주택 도시로 발전하고 있다.

## 지리
지형은 크고 아라카와 저지와 무사시노 대지로 나눌 수 있다. 그 높낮이 차이는 약 40m이다. 시 북동부의 경계 부근을 아라카와강이 그것보다 다소 서쪽에서 흐르고 신가시강이 남동쪽을 향해 흐른다. 중앙부를 흐르는 구로메강의 흐름은 처음은 북쪽으로 흐르다가 이윽고 호를 그리면서 동쪽으로 방향을 바꾼다.

## 인접한 자치체
- 사이타마현
  - 사이타마시
    - 미나미구
    - 사쿠라구

  - 니자시
  - 도다시
  - 시키시
  - 와코시
- 도쿄도
  - 네리마구

## 역사
가와고에 가도의 슈쿠바 히자오리주쿠가 놓여 예로부터 번창하였다. 에도 시대 무렵부터 신동 공업이 활발해졌다.
- 1889년 4월 1일 - 정촌제 시행과 함께 니쿠라군 히자오리촌이 성립하였다.
- 1896년 3월 29일 - 니쿠라군이 폐지되어 기타아다치군에 편입되었다.
- 1932년 5월 1일 - 기타아다치군 히자오리촌이 개칭, 정으로 승격해 아사카정이 되었다.
- 1955년 4월 1일 - 기타아다치군 우치마기촌과 합병해 새로운 아사카정이 되었다.
- 1967년 3월 15일 - 시로 승격해 아사카시가 되었다.

## 인구
| 연도 | 인구    | ±%      |
| ---- | ------- | ------- |
| 1950 | 14,685  | —       |
| 1960 | 24,182  | +64.7%  |
| 1970 | 67,938  | +180.9% |
| 1980 | 90,088  | +32.6%  |
| 1990 | 103,617 | +15.0%  |
| 2000 | 119,712 | +15.5%  |
| 2010 | 129,654 | +8.3%   |

## 교통

### 도로
- 국도 제254호선

### 철도
- 도부 철도 도조 본선
  - 아사카역 - 아사카다이역
- 동일본 여객철도 무사시노선
  - 기타아사카역